# Jean Minisini
Jean Minisini, né le 3 mars 1923 à Dun-sur-Meuse et mort le 21 septembre 2006 à Paris, est un acteur et cascadeur français.

## Biographie
Avant d'entrer dans le monde du cinéma, Jean Minisini était catcheur et cascadeur.
Doublure officielle de l'acteur américain Burt Lancaster, il travailla à Hollywood.
Abonné aux petits rôles, voire figurant, il est cependant bien connu des amateurs de cinéma pour son rôle d'homme de main de Fantomas dans le film d'André Hunebelle (1964). Cascadeur fidèle de l'équipe de Claude Carliez et François Nadal, on le voit notamment se battre aux côtés d'Yvan Chiffre contre Jean Marais et dévaliser un casino avec Louis de Funès, Yvan Chiffre, Dominique Zardi et Henri Attal.
Il joue un truand nommé Jean-Jacques Rousseau dans Le Majordome de Jean Delannoy en 1964. Il incarna, dans Le Corniaud (1964), un inspecteur de la P.J aux côtés d'Eric Vasberg, Marius Gaidon et Jack Ary.
Il joue aussi le rôle de "Mathieu la valise" dans Un flic de Jean-Pierre Melville en 1972.

## Filmographie

### Cinéma
- 1952 : La Putain respectueuse de Charles Brabant et Marcello Pagliero : Un homme au cabaret
- 1953 : Le Gang des pianos à bretelles de Gilles de Turenne : Un gangster
- 1956 : Fernand cow-boy de Guy Lefranc : Un cow-boy
- 1958 : Sois belle et tais-toi de Marc Allégret : Le chauffeur de Charlemagne
- 1959 : Le Trou de Jacques Becker : Un plombier
- 1960 : Zazie dans le métro de Louis Malle : Un serveur
- 1962 : Arsène Lupin contre Arsène Lupin d'Édouard Molinaro : Un gangster à l'enterrement
- 1962 : Les Mystères de Paris d'André Hunebelle : Un bagarreur (caveau)
- 1962 : Mélodie en sous-sol d'Henri Verneuil : L'employé aux bains-douches
- 1963 : Maigret voit rouge de Gilles Grangier : Un inspecteur
- 1964 : Fantomas d'André Hunebelle : Un homme de main de Fantômas
- 1964 : Le train de John Frankenheimer : Un soldat Allemand
- 1964 : La Bonne Soupe de Robert Thomas : L'employé du ponton à Nogent
- 1964 : Le Majordome de Jean Delannoy : Jean-Jacques Rousseau
- 1965 : Le Corniaud de Gérard Oury : Un inspecteur à Carcassonne
- 1965 : Furia à Bahia pour OSS 117 d'André Hunebelle : Un tueur chez Ellis
- 1965 : Le Gendarme à New York de Jean Girault : Un policier américain
- 1966 : La Fantastique Histoire vraie d'Eddie Chapman de Terence Young : Non crédité
- 1966 : La Grande Vadrouille de Gérard Oury : Un soldat allemand
- 1967 : Les Grandes Vacances de Jean Girault : Un marin au bistrot
- 1967 : Un idiot à Paris de Serge Korber : Un fort des halles
- 1967 : Deux Billets pour Mexico de Christian-Jaque
- 1969 : Le Cerveau de Gérard Oury : Un homme de main du Cerveau
- 1970 : Le Cinéma de papa de Claude Berri : Un agent à bicyclette
- 1971 : Mourir d'aimer d'André Cayatte : Un infirmier
- 1972 : Un flic de Jean-Pierre Melville : Matthieu la valise
- 1973 : Deux hommes dans la ville de José Giovanni : Un motard
- 1978 : Le Dernier Amant romantique de Just Jaeckin

### Télévision
- 1964 : Quand le vin est tiré ... (Les Cinq Dernières Minutes no 29), de Claude Loursais : Thomas
- 1965 : Les Cinq Dernières Minutes : Napoléon est mort à Saint-Mandé de Claude Loursais